# Anna Johnson Pell Wheeler
Anna Johnson Pell Wheeler (Hawarden (Iowa), 5 de maio de 1883 — 26 de março de 1966) foi uma matemática estadunidense.
Ela é mais conhecida por seu trabalho inicial sobre álgebra linear em infinitas dimensões, que tornou-se depois uma parte da análise funcional.

## Biografia
Anna Johnson nasceu em 5 de maio de 1883 em Hawarden (Iowa), Estados Unidos, filha de pais suecos. Aos nove anos de idade sua família sua família mudou-se para Akron (Ohio), e ela foi matriculada em uma escola particular. Graduou-se em 1903 na Universidade da Dakota do Sul e iniciou a pós-graduação na Universidade de Iowa. Sua dissertação, com o título The extension of Galois theory to linear differential equations, rendeu-lhe um mestrado em 1904. Ela obteve um segundo mestrado um ano depois no Radcliffe College, onde teve aulas com Maxime Bôcher e William Fogg Osgood.
Em 1905 ela obteve uma bolsa Alice Freeman Palmer do Wellesley College para passar um ano na Universidade de Göttingen, onde foi aluna de David Hilbert, Felix Klein, Hermann Minkowski e Karl Schwarzschild. Preparando-se para o doutorado, seu relacionamento com Alexander Pell, ex-professor da Universidade da Dakota do Sul, intensificaram-se. Ele viajou para Göttingen e o casamento ocorreu em julho de 1907. Esta viagem foi uma aventura arriscada na vida dos Pell, pois ele era um antigo agente duplo russo, de nome verdadeiro Sergey Degayev.
Após o casamento os Pell foram para Vermillion (Dacota do Sul), onde ela dava aulas de teoria das funções e equações diferenciais. Em 1908 ela retornou a Göttingen, trabalhando em sua tese. Uma argumentação com Hilbert, contudo, inviabilizou-a. Ela retornou com seu marido para Chicago, onde trabalhou com Eliakim Hastings Moore a fim de concluir sua tese, Biorthogonal Systems of Functions with Applications to the Theory of Integral Equations, obtendo um Ph.D. em 1909.
Ela começou a procurar uma vaga como professora, encontrando hostilidade em todos os departamentos de matemática. Escreveu para um amigo: "Eu acreditava obter uma vaga em uma das boas universidades como Wisconsin, Illinois, etc., mas existe uma tal objeção a mulheres que eles preferem um homem mesmo se inferior em formação e pesquisa". Em 1911 seu marido sofreu um acidente vascular cerebral e ela, após lecionar no Armout Institute o resto do semestre, aceitou a oferta de um cargo no Mount Holyoke College. Ela lecionou lá durante sete anos.
Em 1918 tornou-se professor associado na Bryn Mawr College na Pensilvânia. Embora Alexander continuasse suas pesquisas, ele não lecionou mais, e morreu em 1921. Três anos depois ela tornou-se diretora do Departamento de Matemática da Bryn Mawr, e tornou-se professora plena em 1925. No mesmo ano casou com um colega chamado Arthur Wheeler, que logo foi para a Universidade de Princeton. Ela acompanhou-o, comutando com a Bryn Mawr enssino parcial, e tornando-se ativa na sociedade matemática de Princeton. Após ele morrer em 1932, ela retornou à Bryn Mawr e lecionou integralmente.
Wheeler foi instrumental para trazer a matemática alemã Emmy Noether para a Bryn Mawr em 1933, após sua expulsão da Universidade de Göttingen pelo governo nazista. As duas mulheres trabalharam juntas por dois anos, até Noether morrer subitamente após uma operação em 1935. Wheeler continuou lecionando na Bryn Mawr até aposentar-se em 1948. Ela morreu em 1966 após sofrer um acidente vascular cerebral.